# 高化道
高化道（英語：Glover Road）是加拿大卑詩省蘭里市及蘭里區的一條主要道路。
道路有11公里（6.8英里）長，大部分路段為雙車道，亦有部分路段為四車道。
高化道行車天橋通往橫加公路，該處行車隧道因曾發生事故裝有警告系統。
蘭里市市徽上有高化道、舊耶魯道（Old Yale Road）及卑詩電力鐵路。

## 地標
- 西三一大學主校區
- 蘭里堡鐵路博物館